# Chiesa di Santo Stefano (Lucignano di Montespertoli)
La chiesa di Santo Stefano è un edificio sacro situato a Lucignano nel comune di Montespertoli, in provincia di Firenze, diocesi della medesima città. 

## Storia
Il castello di Licignano era situato sul crinale che divide le valli del Virginio e della Pesa ed appare citato tra i possessi della pieve di San Pancrazio già alla metà dell'XI secolo. La prima citazione della chiesa risale al 16 gennaio 1073 quando al suo interno il signore del luogo Rollando di Lamberto e sua moglie si impegnarono a non attaccare il monastero di Passignano.
I signori di Lucignano appartenevano alla famiglia dei conti Alberti, feudatari della zona grazie all'imperatore Federico I, i quali dopo aver fortificato il borgo lo inserirono nel loro sistema di controllo della valle. L'essere difeso da una cortina muraria consentì lo sviluppo del borgo e della sua chiesa dove venne insediata una comunità di canonici.
Tra il 1276 e il 1303 Ranieri pievano della canonica S. Stephani pagava ben 17 lire quale decima. Nel XIV secolo il capitolo perse di importanza e già nel 1335 non esisteva più. In quell'anno il rettore della chiesa Martino vendé la sua prebenda al priore di Quintole. Con i soldi ottenuti il priore riuscì a inserirsi nella corte papale di Clemente VI.
Nonostante questi fatti la chiesa continuava ad essere ricca e il suo popolo aveva una certa liberalità come quando il 17 dicembre 1348 stilò un atto di emancipazione per la figlia di un popolano o come quando dette l'incarico a Spinello Aretino di dipingere un'Annunciazione.
Prima del 1497 il patronato della chiesa passò ai Buondelmonti che intrapresero una imponente ristrutturazione. Sottoposta a nuovi restauri nel 1930 la chiesa non venne ripristinata sullo stile voluto dai Buondelmonti.
Soppressa nel 1986 è stata annessa alla chiesa di San Quirico in Collina.

## Descrizione

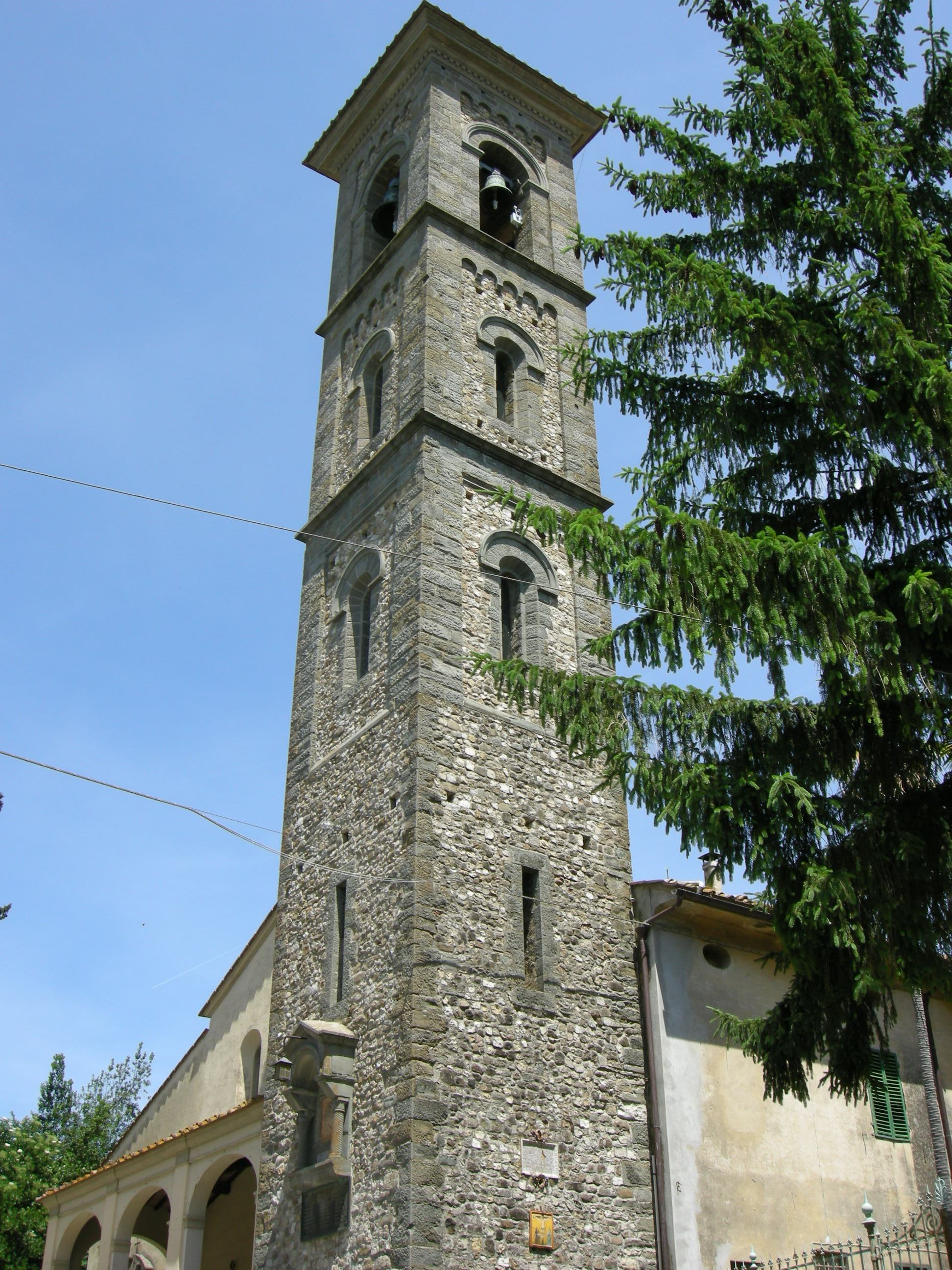
Il campanile, con le 4 campane in Fa3

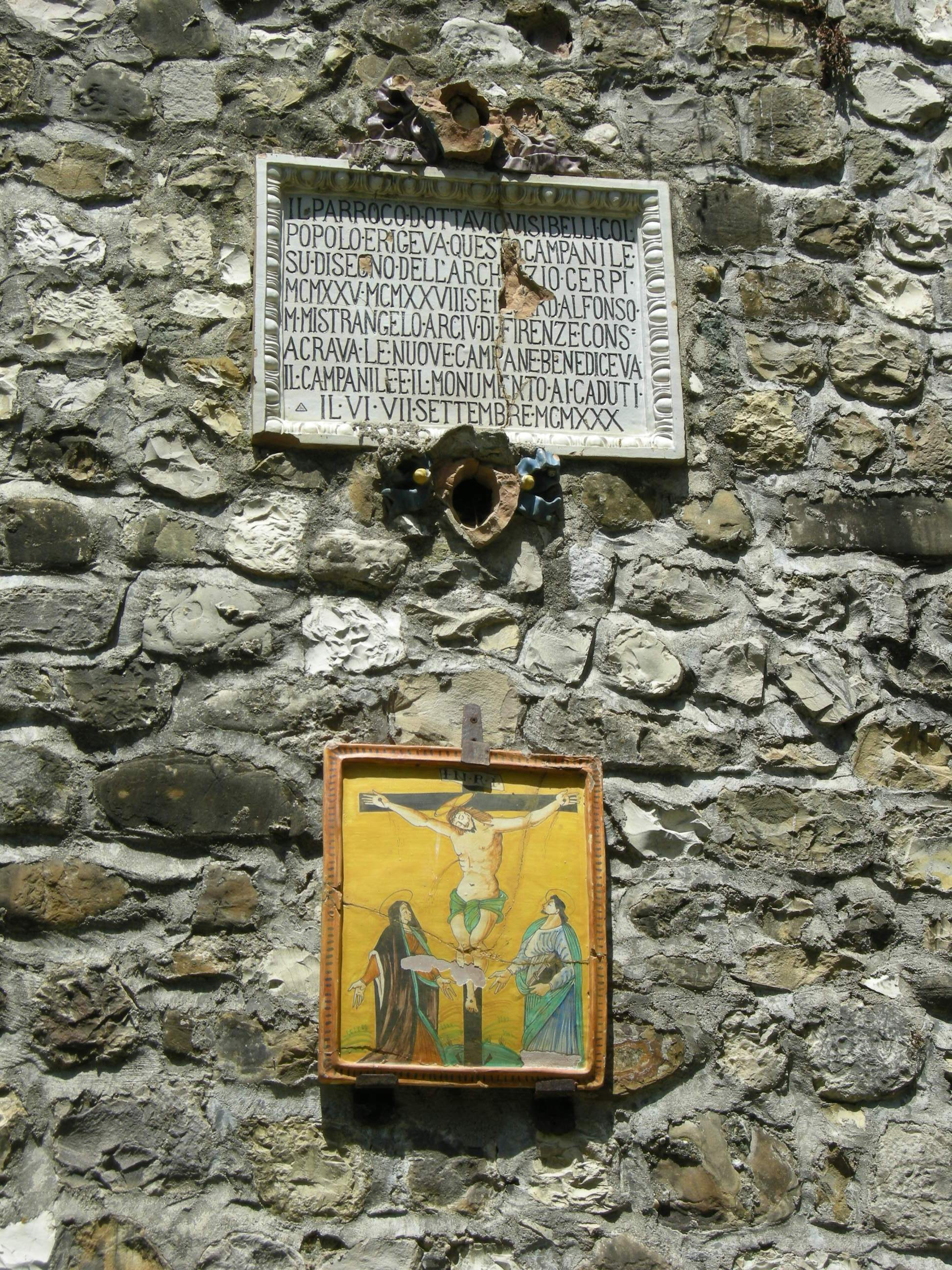
Targa e immagine votiva sul campanile

Nulla resta dell'antica chiesa romanica. La chiesa attuale è un edificio ad aula rettangolare costruito di fronte ad una delle torri del castello di Lucignano. In facciata presenta un portico e due aperture. Sulla sinistra e posto l'edificio della compagnia mentre sulla destra svetta l'alto campanile, che possiede 4 campane fuse dalla Fonderia De Poli di Vittorio Veneto (TV) nel 1930 in accordo bolognese a salto intonate in Fa3.
La testimonianza più antica e preziosa è il fonte battesimale, esposto nel Museo di arte sacra a Montespertoli, la cui presenza in una chiesa suffraganea è del tutto insolita. Si tratta di un'acquasantiera in calcare massiccio molto simile a quella posta nella pieve di Barga. Sulla coppa monolitica spiccano tre teste maschili, una delle quali baffuta. Sul bordo è incisa un'iscrizione, oggi difficilmente leggibile a causa dell'usura, che recita + HIC LAPIS GE ... NDAM QUE CRIMINA TERGA : EGO BO ....OR. +. Da tale iscrizione non è possibile capire l'autore o il periodo di realizzazione che comunque viene attribuita a modesti maestri lombardi del XII secolo.
Sull'altare della parete sinistra si trova un bell'affresco rappresentante l'Annunciazione, simile all'opera di uguale soggetto attribuita a Cenni di Francesco, collocata nella chiesa di Santa Maria a Cortenuova.